# Tylenchus leptosoma
Tylenchus leptosoma is een rondwormensoort uit de familie van de Tylenchidae. De wetenschappelijke naam van de soort is voor het eerst geldig gepubliceerd door De Man.